# Băno Axionov

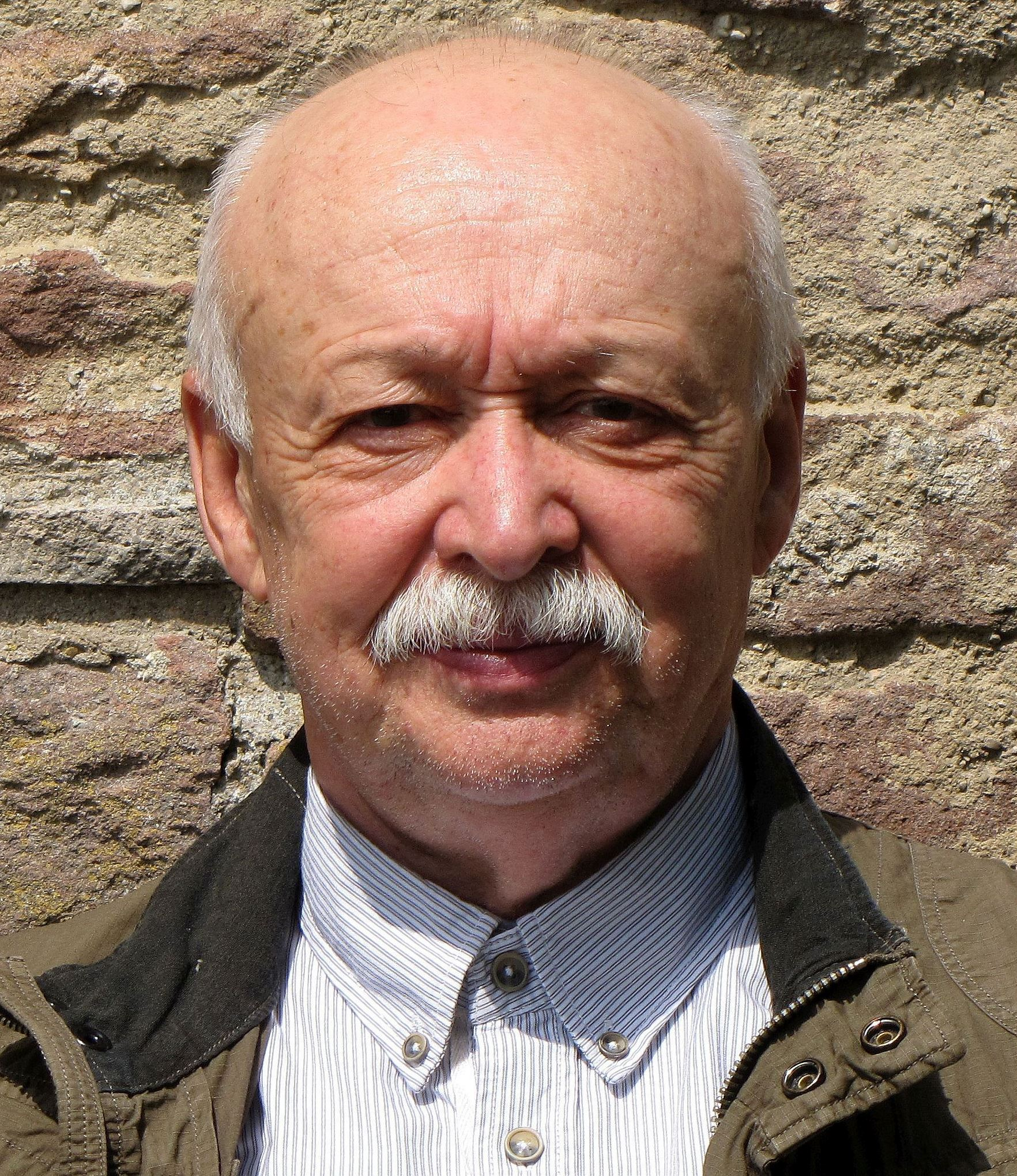
Băno Axionov, 2014

Băno Axionov (russisch Бэно Максович Аксёнов, deutsch ‚Beno Maxowitsch Aksjonow‘, englisch Beno Axionov, wiss. Transliteration Bėno Maksovič Aksënov; * 2. April 1946 in Minsk) ist ein russisch-moldauischer Schauspieler, Theaterregisseur, Drehbuchautor und Theaterpädagoge.

## Familie
Axionov wurde als Sohn von Max Fishman, einem moldauischen Komponisten und Dozenten an der Staatlichen G. Musicescu-Kunsthochschule in Chișinău, und Lidija Axionova, einer Musikprofessorin an der Hochschule für Musik, Theater und bildende Künste, geboren. Er ging in Chișinău zur Schule und war in seiner Jugend moldauischer Meister im 200- und 400-Meter-Hürdenlauf. Er ist verheiratet mit Svetlana Dmitrenco (* 1951), habilitierte Doktorin der Soziologie, Tochter von Matus Livshits, Doktor für Kunst, und Lydia Zhabitskaja, Doktor der Psychologie. Er hat einen Sohn aus erster Ehe, Vladislav Aksenov (* 1976), Doktor der historischen Wissenschaften am Institut für Russische Geschichte der Russischen Akademie der Wissenschaften in Moskau. Sein Bruder ist Artur Aksenov, Pianist und Professor am Gnessin-Institut Moskau und Levine School of Music Washington, D.C.

## Schauspielkarriere
Von 1965 bis 1969 absolvierte Axionov ein Studium der Schauspielkunst an der Staatlichen G. Musicescu-Kunsthochschule der Stadt Chișinău und am Institut für Theater, Musik und Filmkunst in Leningrad unter N. S. Aronezkaja. Danach war er von 1969 bis 1973 Schauspieler und Regieassistent am Tiraspoler Stadttheater. Anschließend studierte er im Regielabor unter Leitung von Maria O. Knebel in Moskau und war im Moskauer Theater unter Leitung von G. I. Judenitsch tätig. Von 1971 bis 1985 unterrichtete Axionov Schauspielkunst in der G. Musicescu-Kunsthochschule, gleichzeitig arbeitete er im A. P. Tschechow-Theater in Chișinău. Von 1976 bis 1989 war er Moderator der Fernsehsendungen „Ariciul“, „Laden von Ariciul“, „Rate mal!“, „Theater der Minischauspiele“. Seit 2007 lebt er in Karlsruhe.
Auszeichnungen
- 1984: Auszeichnung mit dem Ehrenzeichen „Ausgezeichneter Arbeiter der Kultur“.
- 1990: Verleihung der Fachqualifikation „Schauspieler-Bühnenmeister“.
- 1991: Verleihung des Ehrentitels „Verdienter Künstler der Republik Moldau.“
- 2000: Verleihung der Fachqualifikation „Regisseur des Dramas und Musiktheaters“ des höchsten Grades.
- 2001: Teilnehmer des Obersten Regiekurses bei der Moskauer Akademie für Weiterbildung von Künstlern (Kunstwerkstatt des Volkskünstlers Russlands, Professor P. O. Chomski).
- 2001: Regie-Anwärter im Mossowjet-Theater (Moskau).
- 2006: erschien die Monographie „Theater von Băno Axionov“ von Valentina Skliarova in Moldau.[32][33][34][35][36] Er ist Laureat der nationalen und internationalen Theaterfestspiele in der Republik Moldau, Russland, der Ukraine und Rumänien.[37][38][39]

## Arbeit als Schauspieler

### Theater
Er spielte ca. 200 Rollen auf der Bühne. Darunter sind folgende zu nennen:
- Rispoloschenski – Es bleibt ja in der Familie von Alexander Ostrowski. Regie: Y. Dorontschenco.[42]
- Kirchendiener Gykin – Hexe von Anton Pawlowitsch Tschechow. Regie: N. Aronezkaja.
- Fadinard – Ein Florentinerhut von Eugène Labiche und Mark-Antoine-Amedee Michel. Regie N. Aronezkaja.[43]
- König Dormidont – Kummer zu fürchten – Glück nicht sehen können von Samuil Jakowlewitsch Marschak. Regie: Y. Dorontschenco.
- Făt-Frumos – Moldauisches Märchen Făt-Frumos. Theaterstück von N. Aronezkaja. Regie: N. Aronezkaja.
- Isaak Mendosa – Duenja von Richard Brinsley Sheridan. Regie: N. Aronezkaja.
- Obroschenow – Die Spaßmacher von Alexander Ostrowski. Regie: N. Aronezkaja.[44]
- Păcală – Făt-Frumos – goldenen Locken. Moldauisches Märchen. Theaterstück von V. Golfeld. Regie A: Guklenkov.
- Jaschka – Der Kirschgarten von Anton Pawlowitsch Tschechow. Regie: A. Guklenkov.
- Don Diego – Die fromme Marta von Tirso de Molina. Regie: N. Bezis.
- Lomow – Der Heiratsantrag nach Anton Pawlowitsch Tschechow. Regie: B. Axionov.
- Mischa und Pepi – Straße drei Nachtigallen, 17 von D. Dobrichanin. Regie: N. Aronezkaja.
- Milkin – Bräutigam and Papa nach Anton Tschechow. Regie: B. Axionov.
- Mortimer – Maria Stuart von Friedrich Schiller. Regie: N. Bezis.
- Kirchendiener – Chirurgie nach Anton Tschechow. Regie: B. Axionov.
- Hare – Angeber – Hare – Angeber von Cergei Michalkow. Regie: A Umrihin.
- Prince – Aschenputtel von Jewgeni Schwartz. Regie: N. Bezis.
- Jascha – Bumbarasch nach Arkadi Gaidar. Regie: I. Todorov.
- First Minister der Lüge und Bosheit – Das Märchen von dem bösen Lügner und vier Draufgänger von Yu. Prodanov und B. Breev. Regie: N. Bezis.
- Schota – Gefolge von Michail Roschtschin. Regie: N. Bezis.
- Eremejew – Im vorigen Sommer in Tschulimsk von A. Wampilow. Regie: B. Malkin.
- Louie Gassion, Jean Cocteau, Zuschauer, Reporter, Bettler, Nachbar – Édith Piaf von V. Legentova. Regie: A. Guklenkov.
- Baba Jaga – Zwei Ahorne von Jewgeni Schwartz. Regie: N. Bezis.
- Prochor – Der stille Don von Michail Scholochow. Regie: Y. Tsitsinowski.
- Medwedenko – Die Möwe von Anton Pawlowitsch Tschechow. Regie: N. Bezis.
- Sušič – UJEŽ – Union Belgrader Emanzipierter Frauen von Branislav Nušić. Regie: Veniamin Apostol.
- Alain und Moliere – Die Schule der Frauen von Moliere. Regie: N. Aronezkaja.[45]
- Gestiefelter Kater – Der gestiefelte Kater von Charles Perrault. Regie: V. Maslennikov.
- Michalenko – Der glückliche Tag von Alexander Ostrowski. Regie: N. Aronezkaja.
- Mann – Furcht und Elend des Dritten Reiches von Bertolt Brecht. Regie: Veniamin Apostol.
- Ciafă – Rote Stute mit einer Schelle von Ion Druţă. Regie: Veniamin Apostol.
- Showman, Familienfreund, Mutter, Taxifahrer, Dirigent, Arzt, Polizist, Tänzer – Musical Familienidylle Charine und Giovanni. Regie: S. Mitin und N. Bezis.
- Hirtenknabe – Müllhalde von A. Dudarew. Regie M. Abramov.
- Freund – Risiko von Eduardo De Filippo. Regie: M. Abramov.
- Menachem Mendel – Memorial prayer von Grigori Gorin nach Scholem Alejchem. Regie: V. Madan.
- Kleiner Splitter – Auf hoher See von Sławomir Mrożek. Regie: M. Abramov.
- Rispoloschenski – Bankrott von Alexander Ostrowski. Regie: M. Abramov.[46]
- Polonij – Tötung von Gonsago von N. Jordanow. Regie: M. Polyakov.
- Roldan – Wilde von Alejandro Casona. Regie: A. Barannikov.
- Chaerea – Caligula von Albert Camus. Regie: P. Lastivka.
- Tschubukow – Der Heiratsantrag nach Anton Pawlowitsch Tschechow Regie B. Axionov.
- Spirace – Titanic – Waltz von T.Mushatesku. Regie: S. Luca.
- Patlach – Haltet das Flugzeug an, ich steig aus nach Efraim Sewela. Regie: B. Axionov.[47]

### Film
Er spielte 20 Rollen in russischen und moldauischen Spielfilmen. Darunter:
- 1964: Bill – «Robin Hood». Regie: A. Pecherina.
- 1976: Schwindler – «Mark Twain gegen…». Regie: M. Grigoriev.[48][49]
- 1979: Berichterstatter – «Da kommt der Tag». Regie: M. Izrailev.[50][51]
- 1979: Agent – „Abgesandter des Auslandszentrums“, Regie: V. Brescanu.[52]
- 1979: Ingenieur – «Hallo, ich bin gekommen». Regie: M. Badikyanu.[53]
- 1980: Makhnovets – „Großer, kleiner Krieg“, Regie: V. Paskaru.[54]
- 1993: Grejenaru – «Zug nach Kalifornien». Regie: I. Talpa.[55]
- 1995: Tatar – «Nachtasyl» nach Maxim Gorki, 6 Folgen. Regie: V. Zapesch.
- 1999: Pawlik – «Rückkehr von Titanic», 2 Folgen. Regi: I. Talpa.[56][57]
- 2000: Elektriker – «Anthologie von Witzen». Regie: Y. Muzyka.[58]
- 2019: Alter Mann – «Wer ist der Nächste?». Regie: B. Axionov.[59][60]

## Arbeit als Regisseur
Axionov inszenierte etwa 60 Theaterstücke, darunter:
- König Maciuś der Erste nach Janusz Korczak (Theaterstück von B. Axionov) in der Staatlichen G. Musicescu-Kunsthochschule der Stadt Chișinău.[62]
- Zeit der Schuldlosen von Siegfried Lenz in der Staatlichen G. Musicescu-Kunsthochschule der Stadt Chișinău.
- Luisa Miller Szenen aus dem Drama nach Friedrich Schiller «Kabale und Liebe» in der Staatlichen G. Musicescu-Kunsthochschule der Stadt Chișinău.
- Seiten aus Egmont (Egmont) nach Johann Wolfgang von Goethe und Ludwig van Beethoven in der Staatlichen G. Musicescu-Kunsthochschule der Stadt Chișinău.
- Neun Augenblicke nach Anton Pawlowitsch Tschechow. Theaterstück von B. Axionov im Staatlichen Russischen dramatischen A. P. Tschechow-Theater der Stadt Chișinău.
- Das Angenehme dieser Welt hab’ ich genossen… nach Friedrich Hölderlin. Theaterstück von B. Axionov im Theater des Schauspielhauses beim Moldauischen Theaterverband.
- «Weep, meine Geige, Weep» nach Alexander Arkadjewitsch Galitsch, Jewgeni Alexandrowitsch Jewtuschenko, M. Teifi, L. Wasserman. Theaterstück von S. Bengelsdorf, A. Slotnik und B. Axionov im Theater des Schauspielhauses beim Moldauischen Theaterverband.
- Bloß ein Herz nach Marina Zwetajewa. Theaterstück von N. Kamenewa und B. Axionov im Theater des Schauspielhauses beim Moldauischen Theaterverband.
- Die menschliche Stimme von Jean Cocteau im Theater des Schauspielhauses beim Moldauischen Theaterverband.
- Buch der Lieder nach Heinrich Heine. Theaterstück von B. Axionov in der Staatlichen G. Musicescu-Kunsthochschule der Stadt Chișinău.
- Ich bemühte mich, nur die Ehre zu bewahren, und verlor die Reputation nach Sascha Tschernyj, Michail Grobman, Ephraim Kishon und Igor Guberman. Theaterstück von A. Slotnik und B. Axionov im Theater des Schauspielhauses beim Moldauischen Theaterverband.
- Leben und Lieder nach Rainer Maria Rilke. Theaterstück von B. Axionov im Theater des Schauspielhauses beim Moldauischen Theaterverband.
- Ich kann es nicht vergessen nach Jizchak Katzenelson, Elie Wiesel, Hannah Szenes. Theaterstück von A. Slotnik und B. Axionov im Theater des Schauspielhauses beim Moldauischen Theaterverband.
- Abenteuer im Königreich der Musik Musikalisches Märchen von I. Martynyuk in der Moldauischen staatlichen Philharmonie.
- Wort und Musik nach den Werken jüdischer Literatur und Musik. Autor S. Bengelsdorf. In der Orgelhalle der Stadt Chișinău.
- Die Räuber. Szenen aus Drama nach Friedrich Schiller in der Staatlichen G. Musicescu-Kunsthochschule der Stadt Chișinău.
- Damen und Herren nach Anton Pawlowitsch Tschechow. Theaterstück von B. Axionov im Staatlichen Russischen dramatischen A. P. Tschechow-Theater der Stadt Chișinău.
- Haltet das Flugzeug an, ich steig aus nach Efraim Sevela. Theaterstück von B. Axionov im Staatlichen Russischen dramatischen A. P. Tschechow-Theater der Stadt Chișinău.
- Selbstmörder von Nikolai Robertowitsch Erdman im Staatlichen Russischen dramatischen A. P. Tschechow-Theater der Stadt Chișinău.[63]
- Liebe und Hass (Angelo – Tyrann von Padua) von Victor Hugo im Staatlichen Russischen dramatischen A. P. Tschechow-Theater der Stadt Chișinău.
- Das Märchen vom Zaren Saltan nach Alexander Sergejewitsch Puschkin. Theaterstück von B. Axionov im Staatlichen Russischen dramatischen A. P. Tschechow-Theater der Stadt Chișinău.[64]
- Dem Herzen darf man nicht befehlen (Die Mitschuldigen) nach Johann Wolfgang von Goethe im Staatlichen Russischen dramatischen A. P. Tschechow-Theater der Stadt Chișinău.
- Geheimnis der Mutter Holunder, ein Musical nach Hans Christian Andersen. Libretto von B. Axionov, Musik von E. Fischtik im Staatlichen Russischen dramatischen A. P. Tschechow-Theater der Stadt Chișinău.
- Ich liebe dich sehr, Mutti! von N. Ptuschkina im Staatlichen Russischen dramatischen A. P. Tschechow-Theater der Stadt Chișinău.
- Das Familienleben mit einem Fremden, oder Namenstag Krücken von S. Loboserow im Staatlichen Russischen dramatischen A. P. Tschechow-Theater der Stadt Chișinău.
- Der gestiefelte Kater nach Charles Perrault. Theaterstück von B. Axionov im Moldauischen Republikanischen Luceafărul-Theater der Stadt Chișinău.[65][66][67]
- Tausend und eine Leidenschaft oder Anleitung für heiratswillige nach Anton Pawlowitsch Tschechow. Theaterstück von B. Axionov im Unitheater Karlsruhe.[68][69]
- Tagebuch eines Wahnsinnigen («Aufzeichnungen eines Wahnsinnigen») nach Nikolai Gogol und Anton Pawlowitsch Tschechow, sowie den Gedichten von Heinrich Heine, Alexander Sergejewitsch Puschkin, Friedrich Hölderlin, Rainer Maria Rilke, August von Platen-Hallermünde, Charles Baudelaire. Theaterstück von B. Axionov im Badischen Staatstheater Karlsruhe.[70][71][72][73][74][75][76]
- Die Beichte oder Olga, Eugenia, Soja, Varia… nach Anton Pawlowitsch Tschechow. Theaterstück von B. Axionov im Kellertheater des FTSK Germersheim.[77]
- Die Aprikosenblüte oder das nicht geopferte Lamm nach Andrei Strämbeanu. Theaterstück von B. Axionov in der Theatergruppe der Evangelischen Gemeinde.[78]
- Liebe schafft leiden nach Wladimir Sollogub. Theaterstück von B. Axionov im Kellertheater des FTSK Germersheim.[79][80][81][82]
- Die fremde Frau und der Ehemann unter dem Bett nach Fjodor Michailowitsch Dostojewski. Theaterstück von B. Axionov im Staatlichen Russischen dramatischen A. P. Tschechow-Theater der Stadt Chișinău.[83][84][85]